# 讃岐白鳥中継局

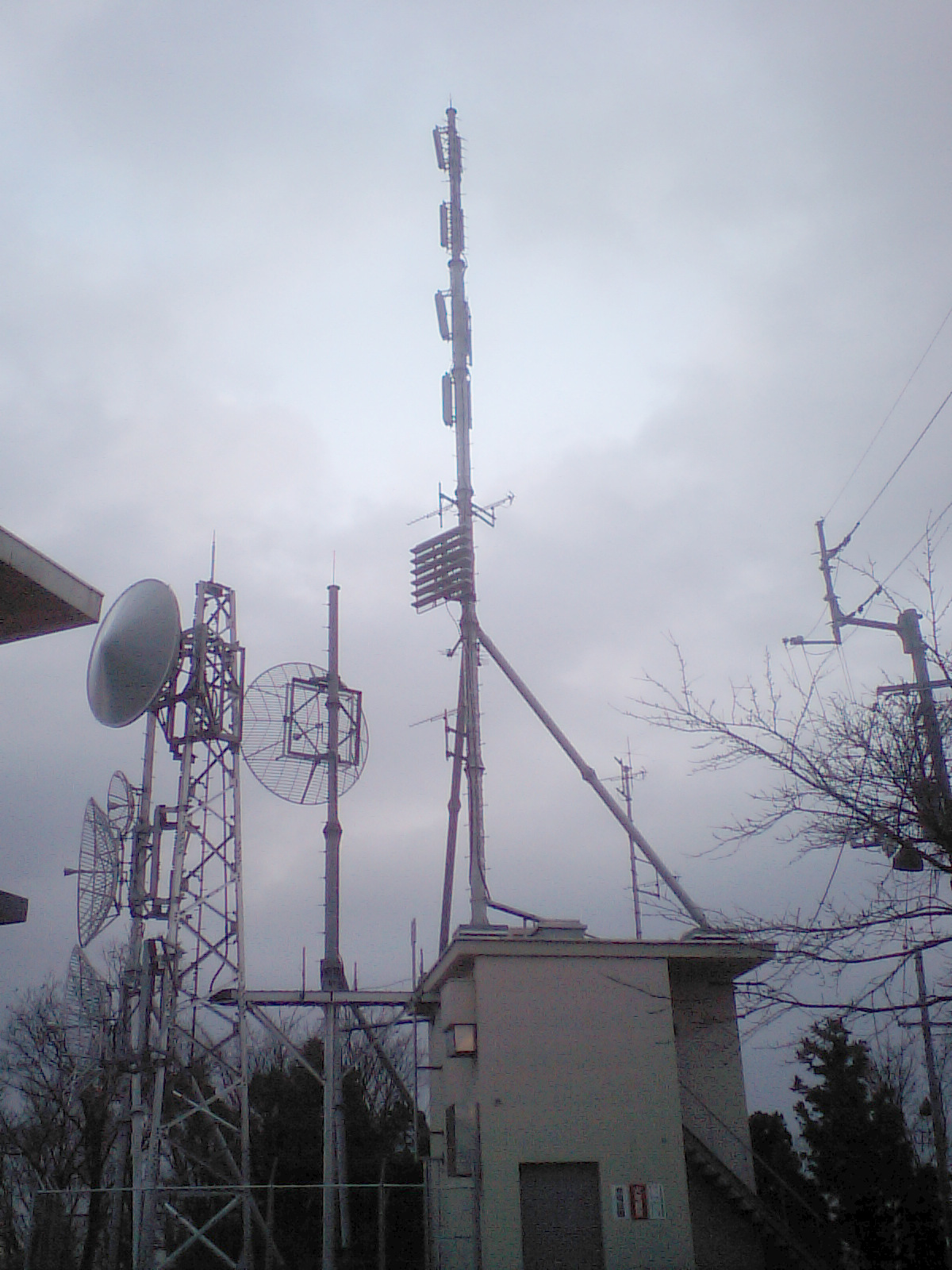
NHK・KSB共用中継塔

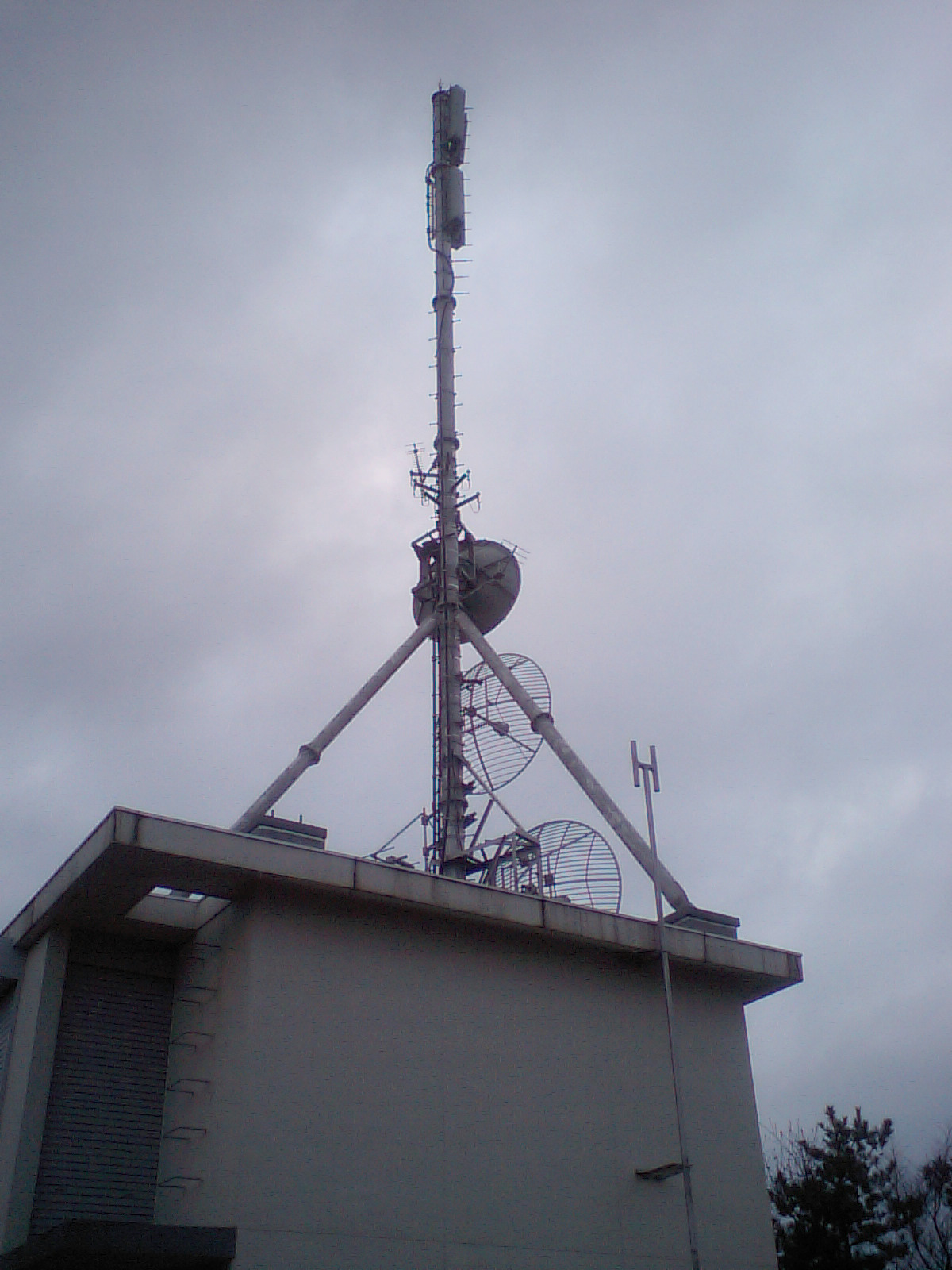
RNC・RSK・OHK・TSC共用中継塔

讃岐白鳥中継局（さぬきしろとりちゅうけいきょく）は香川県東かがわ市の高平山にあるテレビジョン放送の重要中継局であり、讃岐白鳥駅（JR四国）南方にも西日本放送ラジオの中継局が設置されている。名称はNHKのもので民放の名称は讃岐を冠さず白鳥中継局である。

## 放送区域
地上デジタル放送におけるこの送信所の電波法に定める放送区域（1mV/m）は香川県東かがわ市、さぬき市の各一部、約8,800世帯である。
具体的には東かがわ市内の沿岸部と、この中継局からそこへ至る内陸部、国道318号、香川県道40号白鳥引田線、国道377号の沿線である。
この中継局の放送区域のうち沿岸部は基幹局「小豆島中継局」の放送区域でもあり、受信環境に応じていずれかの中継局を受信する。

## 歴史
- 1967年（昭和42年）2月9日 - 西日本放送テレビ標準放送白鳥中継局開局（24ch、30W）。
  - RNC初のテレビ中継局で当時は東讃地区の基幹局として開局したため出力は3倍の30W。
- 1985年（昭和60年）6月28日 - 西日本放送テレビ白鳥中継局の出力減力。30W→10W。
  - これはRNCの親局移転に伴う処置で、東讃地区の基幹局は小豆島中継局になった。
- 1993年（平成5年）3月25日 - 西日本放送ラジオ白鳥中継局開局（1449kHz、100W）。
- 2003年（平成15年）8月21日 - アナアナ変換対策開始に伴い新アナログチャンネル放送開始。
  - これに伴いテレビせとうちアナログ白鳥局新規開局。
- 2003年（平成15年）10月20日 - アナアナ変換に関わる旧アナログチャンネル停波。
- 2008年（平成20年）6月1日 - 全社地上デジタルテレビジョン放送本放送開始。

### アナアナ変換
この中継局もデジタル放送開始にあわせて全国的に行われた現行アナログチャンネルの移行、いわゆる「アナアナ変換」の対象となり、2003年8月21日より対策を開始、2003年10月20日には旧チャンネルを停波し、新チャンネルに移行した。対象となったアナログチャンネルはNHK高松総合（32ch→52ch）、NHK高松教育（26ch→56ch）、西日本放送テレビ（24ch→54ch）、瀬戸内海放送（20ch→42ch）、山陽放送テレビ（18ch→48ch）、岡山放送（22ch→50ch）、テレビせとうち（新設→58ch）の6局7波である。対象世帯は5,082世帯である。
この中継局は全局がUHFローチャンネル帯を使用していたこともあり、アナログチャンネルの全チャンネルが対象となった。ただTSCはこれ以前には置局しておらず、このアナアナ変換では新たにアナログ局として開局した。そのため讃岐白鳥中継局はこのアナアナ変換時から全局が置局する中継局となった。
このアナアナ変換はこの地域で小豆島中継局等とともに地上デジタル放送が開始されるかなり前に行われている。全チャンネルが対象となっていることからわかるように、これは近畿広域圏で地上デジタル放送を開始するにあたり、スピルオーバーした電波がこの地域でアナログ放送に混信をもたらす可能性があることから行われたものである。

### デジタル放送
アナアナ変換は2003年に行われているが、この中継局で地上デジタル放送が開始されたのはそれから5年以上後である。ただ金甲山親局及び前田山からは2006年12月1日よりデジタル波が出ているので、沿岸部やそこに近い一部地域などではデジタル放送が視聴できた地域がある。
讃岐白鳥中継局は小豆島中継局に次いで香川県内4局目のデジタル化で、2008年4月24日に総務省より予備免許交付、5月12日11時には視聴可能な試験放送を開始し、翌月6月1日に本放送を開始した。

## 施設
中継局は東かがわ市南部の高平山にあり、すぐ南は徳島県阿波市に接している。高平山は標高約650メートルで中継局はその東尾根標高580メートル付近に存在する。

## 地上デジタルテレビ放送送信設備
| リモコンキーID                                        | 放送局名                | 物理チャンネル | 空中線電力 | ERP  | 放送対象地域   | 放送区域内世帯数 |
| ----------------------------------------------------- | ----------------------- | -------------- | ---------- | ---- | -------------- | ---------------- |
| 1                                                     | NHK高松総合讃岐白鳥局   | 32ch           | 1W         | 4.8W | 香川県         | 約8,800世帯      |
| 2                                                     | NHK高松教育讃岐白鳥局   | 45ch           | 1W         | 4.7W | 全国放送       | 約8,800世帯      |
| 4                                                     | RNC西日本放送白鳥局     | 20ch           | 1W         | 5W   | 岡山県・香川県 | 約8,800世帯      |
| 5                                                     | KSB瀬戸内海放送白鳥局   | 30ch           | 1W         | 4.6W | 岡山県・香川県 | 約8,800世帯      |
| 6                                                     | RSK山陽放送白鳥局       | 21ch           | 1W         | 5.1W | 岡山県・香川県 | 約8,800世帯      |
| 7                                                     | TSCテレビせとうち白鳥局 | 46ch           | 1W         | 4.9W | 岡山県・香川県 | 約8,800世帯      |
| 8                                                     | OHK岡山放送白鳥局       | 27ch           | 1W         | 5W   | 岡山県・香川県 | 約8,800世帯      |
| ※全局に指向性あり ※中継局であるためコールサインは無い |                         |                |            |      |                |                  |

なお、物理チャンネルはテレビせとうちが混信を防ぐため46chになっている他は金甲山送信所と全く同じである。（NHK高松局は金甲山の岡山局と同じ）

## 地上アナログテレビ放送送信設備
| チャンネル | 放送局名                | 空中線電力        | ERP               | 放送対象地域   | 放送区域内世帯数 |
| --- | ----------------------- | ----------------- | ----------------- | -------------- | ---------------- |
| 42+ | KSB瀬戸内海放送白鳥局   | 映像10W/ 音声2.5W | 映像52W/音声13W   | 岡山県・香川県 | -                |
| 48+ | RSK山陽放送白鳥局       | 映像10W/ 音声2.5W | 映像45W/音声11W   | 岡山県・香川県 | -                |
| 50 | OHK岡山放送白鳥局       | 映像10W/ 音声2.5W | 映像42W/音声10.5W | 岡山県・香川県 | -                |
| 52 | NHK高松総合讃岐白鳥局   | 映像10W/ 音声2.5W | 映像54W/音声13.5W | 香川県         | -                |
| 54- | RNC西日本放送白鳥局     | 映像10W/ 音声2.5W | 映像43W/音声10.5W | 岡山県・香川県 | -                |
| 56- | NHK高松教育讃岐白鳥局   | 映像10W/ 音声2.5W | 映像54W/音声13.5W | 全国放送       | -                |
| 58 | TSCテレビせとうち白鳥局 | 映像10W/ 音声2.5W | 映像43W/音声10.5W | 岡山県・香川県 | -                |
| ※全局に指向性あり ※中継局であるためコールサインは無い ※42ch、48chはオフセット+10kHz局※54ch、56chはオフセット-10kHz局 |                         |                   |                   |                |                  |

## AMラジオ放送送信設備
- 名称：西日本放送白鳥中波放送局
- 所在地：東かがわ市帰来

| 放送局名            | 周波数  | 空中線電力 | 放送対象地域 | 放送区域内世帯数 |
| ------------------- | ------- | ---------- | ------------ | ---------------- |
| RNC西日本放送白鳥局 | 1449kHz | 100W       | 香川県       | -                |